# 中田敦夫
中田 敦夫（なかた あつお、1961年3月2日 - ）は、石川県金沢市出身の俳優、映画監督。ロットスタッフ所属。NAプロデュース代表。
身長175cm。体重67kg。趣味は麻雀、登山。特技はスキー、ビリヤード。

## 出演

### 映画
- Focus（1996年）
- 透光の樹（2004年） - タクシーの運転手 役
- 血と骨（2004年）
- オペレッタ狸御殿（2005年）
- 暗いところで待ち合わせ（2006年）
- やじきた道中 てれすこ（2007年）
- HERO（2007年）
- 1303号室（2007年）
- 魍魎の匣（2007年）
- ビルと動物園（2008年）
- ゼロの焦点（2009年）
- LOVE まさお君が行く!（2012年）
- 闇金ウシジマくん（2012年）
- ストロベリーナイト（2013年） - 刑事 役[5]
- 中学生円山（2013年） - ヤクザ 役[5]
- 土竜の唄 潜入捜査官REIJI（2014年）
- シン・ゴジラ（2016年）

### テレビドラマ
NHK
- 十時半睡事件帖（1994年）
- 春よ、来い 第一部（1995年）
- とおりゃんせ〜深川人情澪通り（1995年）
- 官僚たちの夏（1996年）
- 新・半七捕物帳（1997年）
- 鶴亀ワルツ（1998年）
- 天涯の花（1999年）
- 柳橋慕情（2000年）
- 駆落ち（2002年）
- 大河ドラマ
  - 平清盛（2012年）
  - 軍師官兵衛（2014年） - 林左門 役[5]
- ラストマネー -愛の値段-（2009年） - 倉田 役[5]
- 日本史探究スペシャル ライバルたちの光芒（2013年）

日本テレビ
- 火曜サスペンス劇場
  - 致死歩道（1984年）
  - 警視庁鑑識班15（2002年）
- メッセージ〜言葉が裏切っていく〜（2003年）
- QP（2011年） - マスター 役[5]
- ステーションブラックアウト 全電源喪失〜あの時、原子炉に向かった〜（2012年）
- トッカン 特別国税徴収官（2012年）
- レンタル救世主（2016年）

TBS
- 不良少女とよばれて（1984年）
- ポニーテールはふり向かない（1985年）
- ママまっしぐら!（2000年）
- 月曜ミステリー劇場 長く孤独な誘拐（2004年）
- 赤い運命（2005年）
- 弁護士のくず（2006年）
- JIN-仁- 完結編（2011年）
- もう一度君に、プロポーズ（2012年）
- 夫のカノジョ（2013年）
- 東京スカーレット〜警視庁NS係（2014年） - 捜査一課の刑事 役[5] ※準レギュラー
- 月曜名作劇場 警視庁機動捜査隊2164（2014年） - 秋山刑事 役[5]
- 女はそれを許さない（2014年） - 刑事 役[5]
- Chef〜三ツ星の給食〜（2016年） - 肉屋 役

フジテレビ
- 女同士（2000年）
- 真珠夫人（2002年）
- 永遠の君へ（2004年）
- X'smap〜虎とライオンと五人の男〜（2004年）
- 金曜プレステージ
  - 気象予報士・大沢富士子の事件ファイル（2007年）
  - 捜査線上のアリア（2012年）
  - 検事・霞夕子4（2013年） - 宅配業者責任者 役[5]
  - 外科医 鳩村周五郎13（2014年） - 塚田信明 役[5]
- 明日の光をつかめ（2010年）
- パーフェクト・リポート（2010年）
- 若者たち2014（2014年） - 看守 役[5]
- ほっとけない魔女たち（2014年）
- 信長協奏曲（2014年） - 家臣 役[5]
- 銭の戦争（2015年） - 医師 役[5]
- 問題のあるレストラン（2015年） - 五月の父 役[5]
- 癒し屋キリコの約束（2015年） - 刑事 役[5]
- いつかこの恋を思い出してきっと泣いてしまう（2016年）
- バスケも恋も、していたい（2016年）
- 世にも奇妙な物語「3つの願い」（2020年） - 店長 役
- 青のSP―学校内警察・嶋田隆平―（2021年） - 中山刑事 役

テレビ朝日
- はみだし刑事情熱系（2000年）
- 仮面ライダー剣 第8話（2004年） - 警官
- 相棒
  - （2005年） - 刑事
  - （2007年） - 刑事
  - （2011年） - 刑事
  - （2014年） - 生活安全課署員
  - （2016年） - 枝野教官
- 土曜サスペンス 結婚詐欺殺人事件〜信州千曲川殺意の旅情（2005年）
- 土曜ワイド劇場
  - ハラハラ刑事2（2005年）
  - 殺人予告〜完全犯罪は一本の電話で始まった!!（2011年）
  - 新・棟居刑事シリーズ6（2012年）
  - 終着駅シリーズ30（2016年） - 鈴木信一郎 役
  - 西村京太郎トラベルミステリー66（2016年） - 大崎 役
- 遺留捜査（2011年） - 建設会社社長 役
- 陽はまた昇る（2011年） - 鶴田刑事 役[5]
- Answer〜警視庁検証捜査官（2012年）- タクシー運転手 役
- ゼロの真実〜監察医・松本真央〜（2014年） - 所轄の刑事 役[5]
- 刑事7人（2016年） - 太田守 役
- 日曜ワイド 「刑事・横道逸郎」（2018年） - 野村店長

テレビ東京
- ウルトラQ dark fantasy（2004年） - 刑事
- 嬢王（2005年）
- サギ師リリ子（2009年）
- 水曜ミステリー9 湖に佇つ人（2009年）
- 警視庁ゼロ係〜生活安全課なんでも相談室〜（2017年） - 今川仁志

WOWOW
- 撃てない警官（2016年）

DHCシアター
- やらまいか〜真相はこうだ!〜

### オリジナルビデオ
- ウルトラセブン1999最終章6部作 第1話「栄光と伝説」（1999年）
- 同級生と寝る人妻（2002年）
- 麻雀愚連隊
- 蜘蛛女

### 舞台
- ぐんそうと私
- ああ、ひめゆりの塔
- トムソーヤ物語
- ストリート･シーン
- マイホーム･タウン
- タクラマカン
- 言葉を伝える〜植村少尉の手紙〜
- 18
- 対い鶴 - 吉村貫一郎 役[6]
- 帰郷 - 吉村貫一郎 役[6]

### CM
- ジャパネットたかた
- 国民年金基金
- 日産・プリメーラ ※TVKのみ放送[1]
- P&G ボールド（2009年）

### スチール
- JR西日本ポスター - 中原中也 役[1]

## 監督作品
- ウシロノショウメン（2011年）
- あのむこうがわ（2013年）
- あの街から（2015年）